# Veepee
Veepee (nuovo nome di vente-privee.com dal gennaio 2019) è un'azienda francese di e-commerce nata nel 2001; si occupa di vendite su Internet organizzate con la formula della "vendita-evento" online, accessibili ai soli iscritti al sito, di prodotti di marca a prezzi scontati.
I prodotti trattati sono di varie tipologie: oggettistica, alimentari, abbigliamento ed altro.
L'iscrizione al sito è gratuita e senza obbligo d'acquisto.

## Storia
L'originale vente-privee.com è stata fondata da Jacques-Antoine Granjon, attuale Presidente e Direttore Generale, grazie alla propria esperienza nel settore dello stoccaggio degli articoli invenduti.
Nel 1985, appena diplomato all'EBS (European Business School) di Parigi, Granjon fonda la sua prima azienda nel settore dell'abbigliamento. Verso la fine del 2000, lui ed i suoi associati decidono di svilupparsi sul web, cercando di fornire una soluzione alla necessità di alcune aziende di smaltire l'invenduto senza devalorizzare la propria immagine né danneggiare la loro rete di distribuzione tradizionale.
Nel 2004 il sito inizia a funzionare a pieno regime.
Nel luglio 2007, il fondo americano Summit Partners acquisisce il 20% del capitale di Vente-privee.com con l'intenzione di sostenere la società nel suo sviluppo internazionale.
Il servizio è presente in Francia, Spagna, Germania, Italia, Regno Unito, Belgio, Austria e Paesi Bassi.
Nel 2019 vente-privee diventa Veepee, con l’obiettivo di perseguire la propria espansione come uno dei principali esponenti dell'e-commerce in Europa.

## Struttura
Veepee conta 2579 dipendenti.
La sede centrale di Veepee è a Plaine Saint-Denis (appena a nord di Parigi). Il quartier generale di vente-privee.com fu stabilito nel 2001 nelle vecchie stamperie del quotidiano francese Le Monde.
Successivamente è stato costruito un altro edificio per ampliare quello già esistente. Questi due edifici raccolgono una grande varietà di settori, dalle risorse umane al marketing, dall'IT all'agenzia creativa interna. Alla fine del 2010, vente-privee.com ha lanciato la "Digital Factory by vente-privee.com", il primo centro di produzione audiovisiva in Europa e principale cliente delle agenzie di modelle francesi.
Completamente dedicata alla creazione di vetrine virtuali per i brand, la nuova struttura ospita un team di 270 persone che lavorano per creare creativi eventi digitali. La Digital Factory by vente-privee.com riunisce addetti al photo shooting, alla post produzione e un reparto creativo composto da home designers, motion designers, sound designers ed esperti di comunicazione, come anche un team che controlla il traffico per programmare i piani di produzione.
Per continuare la sua espansione in Europa, l'azienda ha aperto nel 2009 filiali in Spagna (Barcellona) e Germania (Düsseldorf). Nel 2010 sono stati aperti gli uffici in Italia (Milano) e in Spagna (Madrid).
Per quanto riguarda la catena di distribuzione, vente-privee possiede alcuni magazzini di proprietà e diverse piattaforme logistiche in Europa.

## Funzionamento
Il concept applicato dalla società vente-privee.com si fonda sull'organizzazione di vendite evento di brand limitate nel tempo (da 3 a 5 giorni) riservate ai soci. Ogni giorno vengono proposte diverse vendite a prezzi scontati.
Ogni vendita è dedicata a un unico brand selezionato tra le aziende di ogni settore

## Digital Commerce Factory
vente-privee.com ha lanciato la sua Digital Commerce Factory, un nuovo servizio che si occupa dello sviluppo e della gestione dell'e-commerce delle marche (inclusi la creazione del sito, la sua gestione e la creazione di cataloghi).
Ciò include:
- il concept della piattaforma e-commerce (sito web, m-commerce);
- la gestione del sito (lancio, hosting, logistica);
- la creazione di cataloghi digitali.

## Premi e riconoscimenti

### 2012
- "Miglior servizio clienti dell'anno" in Francia nella categoria "vendita a distanza generalista" e "vendita evento" da parte dell'istituto BVA conseil.[5]
- "Trophee QualiWeb2012" in Francia organizzato dall'istituto di studi di marketing Concedeal nella categoria vendita a distanza, per la qualità del suo servizio clienti.[6]

### 2011
- Jacques-Antoine Granjon viene eletto “Businessman del 2010” dai lettori di GQ Francia.[7]
- Jacques-Antoine Granjon viene eletto "Personalità della comunicazione dell'anno" al Grand Prix des Agences de l'Anné.[8]
- “Miglior Servizio Clienti 2011” in Francia nelle categorie: “vendite-evento” e “vendite a distanza”, secondo uno studio BVA-Viséo Conseil (Francia).[9]

### 2010
- “Palme de l'Innovation 2010”, in occasione della terza edizione delle “Palmes de la Relation Client” organizzate dall'AFRC, Associazione Francese del Servizio Clienti (Francia).[10]
- “Miglior Servizio Clienti 2010” in Francia nelle categorie “vendite-evento” e “vendite a distanza”, secondo uno studio BVA-Viséo Conseil (Francia).[11]

### 2009
- Jacques-Antoine Granjon viene nominato “CMO of the year” – Chief Marketing Officer of the Year in Europa, premio europeo organizzato dalla società Booz & Company.[12]
- ”Miglior sito di e-commerce” nella categoria “Moda”, in occasione della “Nuit des Favor'i” organizzata dalla FEVAD, Federazione Francese dell'E-commerce e della Vendita a Distanza (Francia) ).[13]

### 2008
- Jacques-Antoine Granjon è nominato “Imprenditore dell'anno”[14] in occasione dei BFM Awards, organizzati da BFM, emittente radio televisiva francese di attualità economica;
- vente-privee.com riceve il premio dell'innovazione dell'anno[15] nella categoria “vendita a distanza/ e-commerce” agli Oscar organizzati da LSA, settimanale francese della grande distribuzione.

### 2007
- Jacques-Antoine Granjon viene eletto “Uomo dell'anno del commercio elettronico” (trofeo E-Commerce Magazine 2007) e riceve il “Favor'i d'Honneur”[16] per la personalità più importante nel campo delle vendite a distanza degli ultimi 50 anni in occasione della cerimonia dei “Favor'i” per i 50 anni della FEVAD[17] (Federazione francese delle aziende di vendita a distanza); vente-privee.com riceve anche un “Favor'i” dagli internauti per la categoria delle vendite-evento;[18]
- premio speciale per la crescita più importante tra le società europee con meno di 10 anni (The changing Times Award Audemars-Piguet).

### 2006 e 2005
- Nomina a “Primo Sito Web di Commercio Elettronico in termini di soddisfazione clienti”.[19]
- Premio per l'innovazione come Miglior Sito Web di Commercio Elettronico in Francia (solo 2006).[20]